# Gasteracantha curvistyla
Gasteracantha curvistyla är en spindelart som beskrevs av Dahl 1914. Gasteracantha curvistyla ingår i släktet Gasteracantha och familjen hjulspindlar. Inga underarter finns listade i Catalogue of Life.